# Svorkmo
Svorkmo är en tätort i Orklands kommun i Trøndelag fylke i Norge. Orten ligger vid älven Orkla, där fylkesväg 65 och fylkesväg 700 möts.
Orten har tidigare tillhört de dåvarande kommunerna Orkland respektive Orkdal i Sør-Trøndelag fylke.